# Mehdi Ghayedi
Mehdi Ghayedi (en persa: مهدی قایدی‎, Bushehr, Bushehr, 5 de diciembre de 1998) es un futbolista iraní que juega en la posición de delantero y su equipo es el Al-Nasr S. C. de la UAE Pro League.

## Selección nacional
Ha estado en el proceso de selecciones de Irán desde la categoría sub-20 donde participó en la Copa Mundial de Fútbol Sub-20 de 2017 con el entrenador Amir Hossein Peiravani. Jugó 18 minutos ante Zambia en derrota por 2-4. También jugó ante Portugal.
Con la selección mayor debutó en 8 de octubre de 2020 ante Uzbekistán, su primer gol lo anotó el 12 de noviembre de 2020 en una victoria ante Bosnia y Herzegovina por 2-0 en un amistoso en Sarajevo.

## Clubes
| Club                         | País | Año       |
| ---------------------------- | ---- | --------- |
| FC Iranjavan                 | Irán | 2016-2017 |
| Esteghlal FC                 | Irán | 2017-2021 |
| Shabab Al Ahli Club          | EAU  | 2021-2025 |
| Esteghlal FC (cedido)        | Irán | 2022-2023 |
| Al-Ittihad Kalba SC (cedido) | EAU  | 2023-2025 |
| Al-Nasr S. C.                | EAU  | 2025-     |

## Palmarés

### Títulos nacionales
| Título            | Club         | País | Año     |
| ----------------- | ------------ | ---- | ------- |
| Copa Hazfi        | Esteghlal FC | Irán | 2017-18 |
| Supercopa de Irán | Esteghlal FC | Irán | 2022    |

### Títulos internacionales
| Título                | Club (*)          | País                    | Año  |
| --------------------- | ----------------- | ----------------------- | ---- |
| Copa de Naciones CAFA | Selección de Irán | Kirguistán · Uzbekistán | 2023 |

(*) Incluyendo la selección.

### Distinciones individuales
| Distinción                                      | Año     |
| ----------------------------------------------- | ------- |
| Más asistencias en la Iran Pro League           | 2019-20 |
| Jugador del mes en la Iran Pro League: Semana 2 | 2022-23 |
| Mejor jugador joven del año por la AFC          | 2020    |
| Equipo ideal de la Copa Asiática                | 2023    |